# Sölvesborgs kommun
Sölvesborgs kommun er en kommune i Blekinge län i Sverige.
Kommunen grænser op til Bromölla kommun i Skåne län, Olofströms kommun og Karlshamns kommun i Blekinge län.

## Byområder
Det er ti byområder i Sölvesborgs kommun. En mindre del af byområdet Valje ligger også i kommunen, men dette byområde ligger for størstedelens vedkommende i Bromölla kommun, Skåne län.
I tabellen vises byområderne i størrelsesorden pr. 31. december 2005. Hovedbyen er markeret med fed skrift.
| #  | Byområde   | Befolkning |
| -- | ---------- | ---------- |
| 1  | Sölvesborg | 7.883      |
| 2  | Mjällby    | 1.272      |
| 3  | Hällevik   | 776        |
| 3  | Hörvik     | 776        |
| 5  | Norje      | 674        |
| 6  | Nogersund  | 532        |
| 7  | Pukavik    | 283        |
| 8  | Lörby      | 243        |
| 9  | Ysane      | 212        |
| 10 | Valjeviken | 211        |

En mindre del af Pukavik ligger i Karlshamns kommun.
56°3′29.64″N 14°36′20.29″Ø / 56.0582333°N 14.6056361°Ø